# Shaoxing
Shaoxing (kinesisk skrift: 绍兴; pinyin: Shàoxīng) er en by på præfekturniveau på Ningshaosletten i provinsen Zhejiang ved Kinas kyst til det Østkinesiske Hav. Det har et areal på 8.256 km², og en befolkning på 4.360.000 mennesker  med en tæthed på 528 indb./km² (2007).
Den kendte kinesiske samfundskritiske forfatter Lu Xun (1881-1936) kom fra Shaoxing. 

## Administration
Bypræfekturet Shaoxing administrerer et distrikt, tre byamter og to amter.
- Yuecheng distrikt (越城区)
- Shangyu byamt(上虞市)
- Zhengzhou byamt(嵊州市)
- Zhuji byamt(诸暨市)
- Shaoxing amt (绍兴县)
- Xinchang amt (新昌县)

## Historie
Det moderne Shaoxing ligger på samme sted som hovedstaden for kongedømmet Yue under Vår- og høstannalernes tid. Omkring det sjette århundrede før Kristus var den stedlige elite blevet sinificeret, og staten lå i stadige krige mod nabostaten og ærkerivalen Wu i nord. 
Shaoxing var subpræfektur under Ming- og Qing-dynastierne. Under Republikken Kina blev det et amt. Under Folkerepublikken blev det bypræfektur. 

## Trafik
Kinas rigsvej 104 løber gennem præfekturet. Den begynder i Beijing, løber mod syd via Dezhou og til Jinan, Xuzhou, Nanjing, Hangzhou, Wenzhou og ender i Fuzhou.
Kinas rigsvej 329 går gennem området, fra Hangzhou via Shaoxing og Ningbo til Putuo på Zhoushanøerne.
30°00′N 120°35′Ø / 30.000°N 120.583°Ø